# CoCoバス
CoCoバス（ここバス）は、東京都小金井市が運行するコミュニティバス。小型バスを使用する「CoCoバス」、ワゴン車を使用した乗合タクシーに近い形態の「CoCoバス・ミニ」を運行する。2022年現在、市内に所在する3つの鉄道駅（武蔵小金井駅・東小金井駅・新小金井駅）を起終点とする5つの循環路線が運行されている。
小型バスを使用する「CoCoバス」北東部循環・貫井前原循環・東町循環・中町循環の4路線は京王バス府中営業所へ運行を委託している。またワゴン車を使用する「CoCoバス・ミニ」野川・七軒家循環は、市内に本社を置くタクシー事業者のつくば観光交通へ運行を委託している。

## 概要

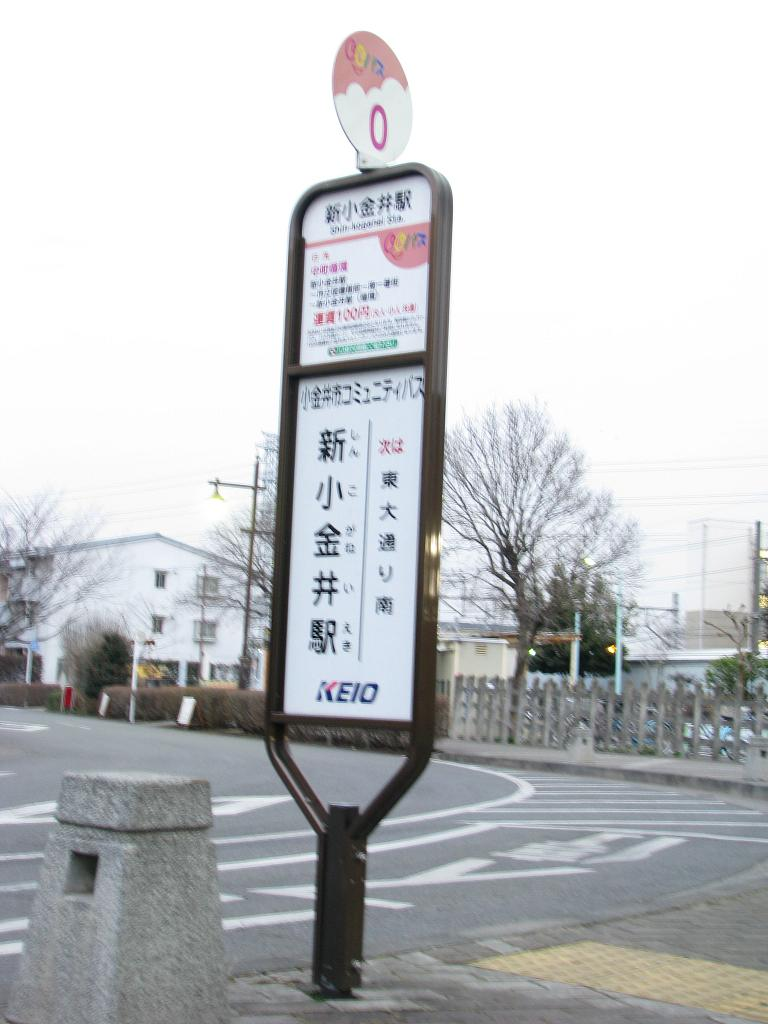
CoCoバス専用バス停
バス停ナンバリングが付されている（新小金井駅）

小金井市内の交通空白地帯（特に小金井街道・新小金井街道以東）の解消と、交通弱者の交通権確保のため、2003年の北東部循環路線を皮切りに運行開始され、5路線が運行されている。うち1路線は、マイクロバスでも対応できない狭隘区間への対応のためワゴン車により「CoCoバス・ミニ」として運行されている。
「CoCoバス」の愛称は市民から公募されたもので、小金井市のCo、コミュニティバスのCo、心（＝CoCoろ）の通うバスを掛けている。
バス停留所には停留所番号が付されている。起点停留所の停留所番号は「0」としているが、例外として中町循環ルートでは途中経由地の武蔵小金井駅南口も他の発着ルートに合わせて「0」としており、本来の起点である新小金井駅と二重付番になっている。

## 運賃・乗車券類
詳細は、小金井市公式サイト「CoCoバス」を参照。
- 運賃は、大人・小人とも100円均一。未就学児は無料[1]。
- 東京都シルバーパスは利用できない[1]。また各種障害者手帳提示による割引制度はない[1]。
- 紙式専用回数券（21枚綴り2,000円）が車内、京王バス府中営業所、つくば観光交通本社で販売しており、「CoCoバス」「CoCoバス・ミニ」共通で利用できる[1]。回数券の色はバスの色に合わせたピンク色である。
- 運賃支払いには、京王バスが受託する「CoCoバス」路線のみPASMO・Suicaなど交通系ICカードが利用できる[1]。
  - 運行開始時から長らく交通系ICカードには対応しておらず[注釈 1]、同じ京王バス府中営業所が受託する、国分寺市ぶんバスが2016年1月17日より、府中市ちゅうバスが2018年4月1日より、それぞれ交通系ICカードの利用を開始したことで、京王電鉄バスグループの受託するコミュニティバスとしては唯一、交通系ICカード非対応となっていたが、2021年4月1日より導入された[3]。ただしIC運賃の適用はない。また導入当時からバス利用特典サービスは対象外であった。
- つくば観光交通が運行受託する「CoCoバス・ミニ」では交通系ICカードは利用できない[1]。
- 専用定期券は発売されていない[1]。京王バスの金額式IC定期券「モットクパス」で乗車した場合は、残高から運賃100円が引き去られる。

## 路線
武蔵小金井駅南口で行われた再開発事業により、2009年3月19日から中央線南側の3ルートで経路変更が行われた。

### 北東部循環（1号線）

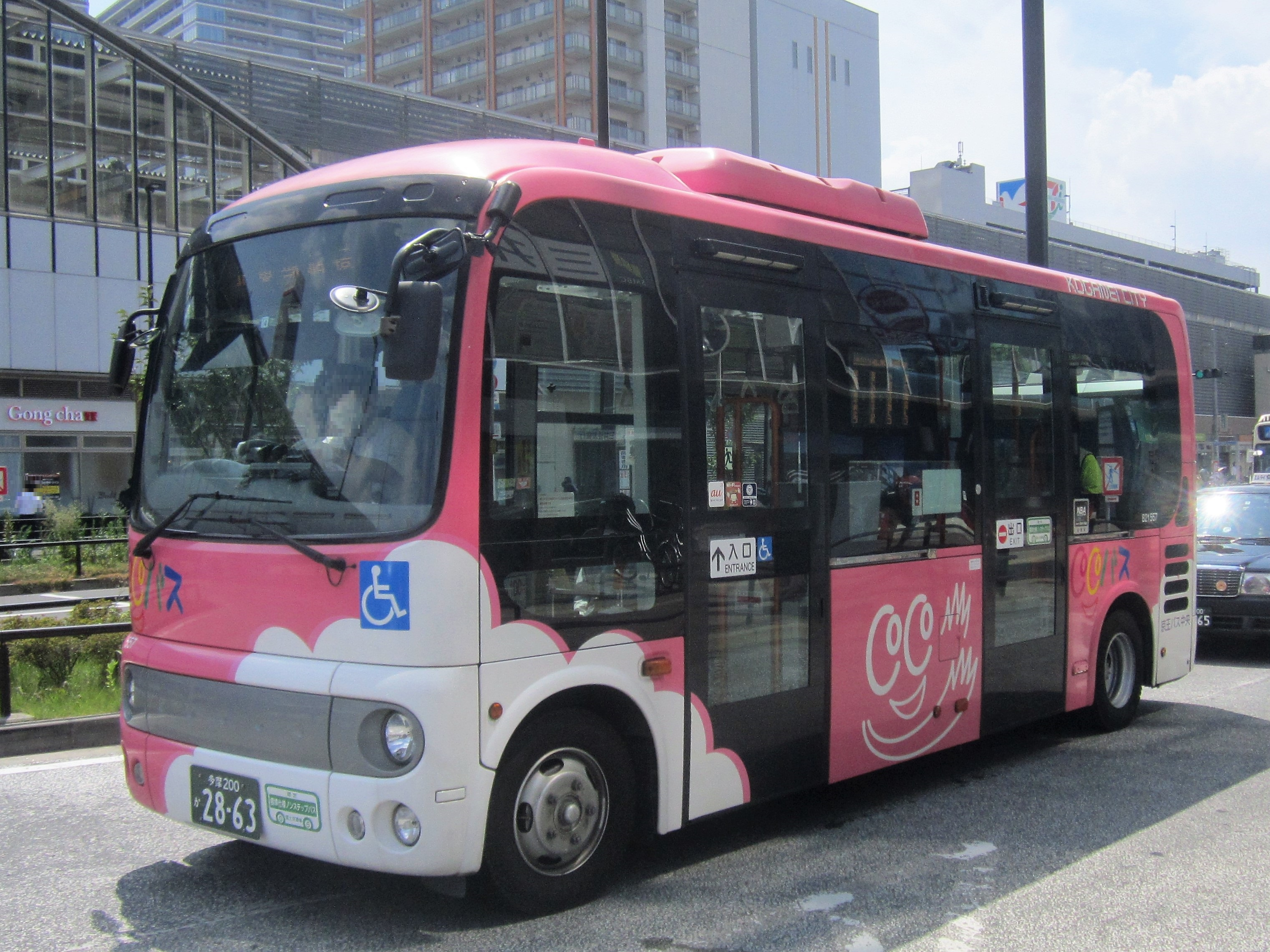
北東部循環（武蔵小金井駅北口にて）

- 武蔵小金井駅北口 → 地蔵通り西 → 東小金井駅[注釈 2] → 法政大学 → 関野橋 → 小金井公園入口 → たてもの園入口 → 緑町四丁目 → 小金井郵便局 → 小金井市役所入口 → 武蔵小金井駅北口

2003年3月1日運行開始。武蔵小金井駅・東小金井駅北口間の中央線北側を反時計回りに周回する経路。

### 貫井前原循環（2号線）

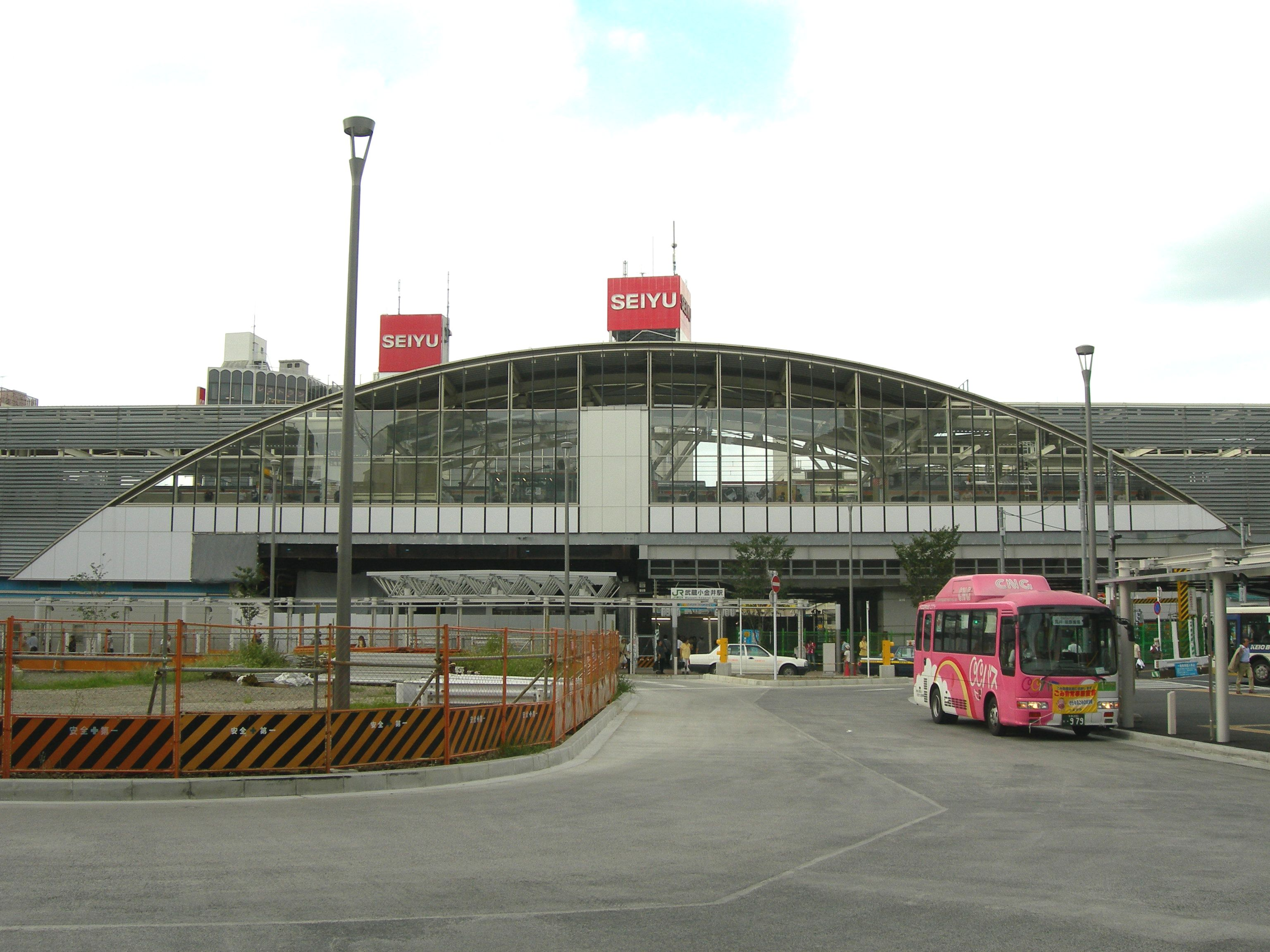
貫井前原循環（過去の車両）

- 武蔵小金井駅南口 → 小金井市役所 → 幡随院 → 神明宮入口 → 貫井南センター入口 → 池の上通り → 貫井団地 → 新町一丁目東 → 貫井南町二丁目 → 貫井南町四丁目→ → 東京経済大学前→ 小金井市役所 → 武蔵小金井駅南口

2005年3月20日運行開始。武蔵小金井駅南口を起点とし、前原町・貫井南町を通り東八道路まで行き、東京経済大学前経由で武蔵小金井駅南口に戻る。
貫井南センター入口 → 貫井団地 → 貫井南センター入口間が反時計回りのループになっている。ループ区間で府中市内を経由し、市外区間にも停留所が設置されている。
2023年4月1日のcocoバス再編に伴い、東八道路まで行ってほぼ同じ経路で武蔵小金井駅南口に戻るルートから、東京経済大学前経由で武蔵小金井駅南口に戻るルートに変更された。

### 東町循環（3号線）

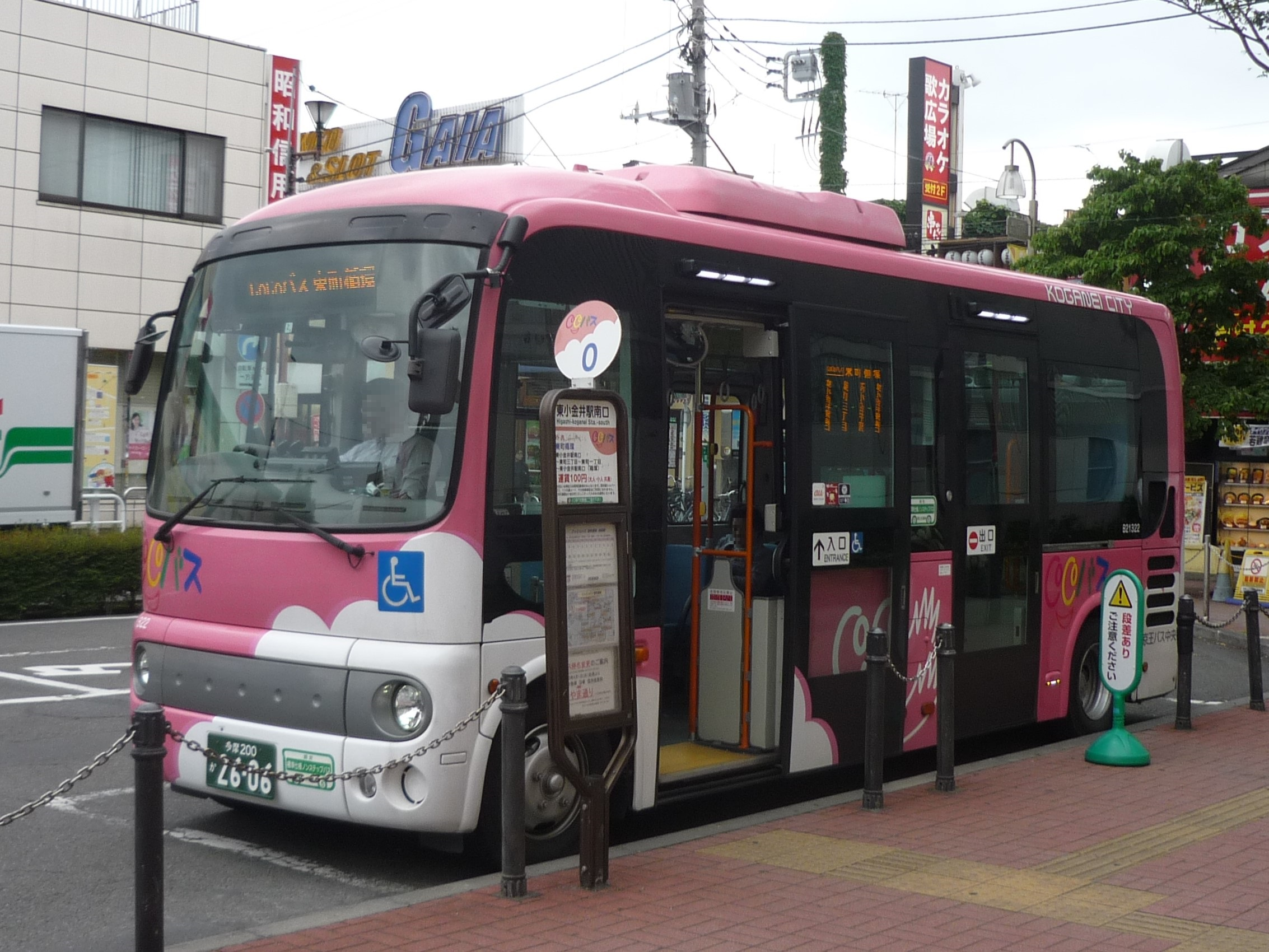
東町循環（東小金井駅南口乗り入れ当時）

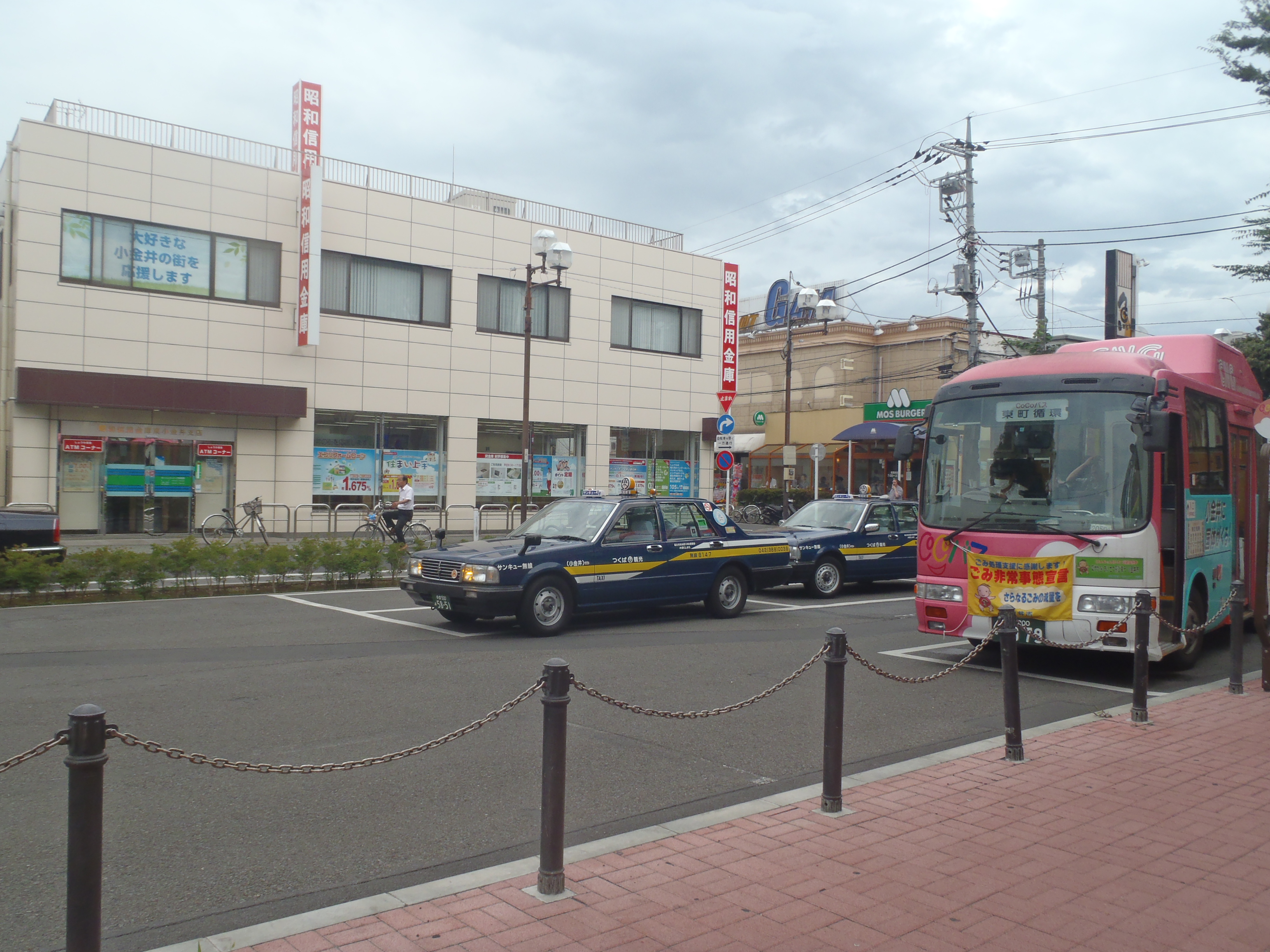
東町循環（過去の車両）
隣のタクシーは「CoCoバス・ミニ」を受託するつくば観光交通の車両

- 東小金井駅 → 駅開設記念館前 → 農工大通り東 → 新小金井通り → 東町一丁目 → 新小金井駅[注釈 3] → ならびが丘 → 友愛会館 → 東町四丁目西交差点 → 東大通り南 → 東小金井駅

2005年3月20日運行開始。東小金井駅を起点とし、新小金井駅を経由して東町を時計回りに周回する経路。CoCoバスで唯一の東小金井駅発着路線である。東町循環の「新小金井駅」停留所は連雀通り上にあり、駅前にある中町循環の同名停留所とはやや離れている。

同2005年5月29日より、東小金井駅には隣接する武蔵野市のコミュニティバス「ムーバス」5号線（境・東小金井線）も乗り入れており、この路線は武蔵野市と小金井市の共同事業となっている、相互乗り継ぎのための接続ダイヤは特に設定されていない。
2009年12月12日より「東町四丁目西交差点」停留所を新設した。その際にはバス停ナンバリングに枝番を付して対応したが、後述の2023年に実施された経路変更の際に全停留所の番号が振り直され、枝番は消滅している。
2023年4月1日のcocoバス再編に伴い、起終点が東小金井駅南口から東小金井駅北口に変更され、東大通りからくりやま通りを経由して東小金井駅南口に戻るルートから、東大通りからJR中央線ガード下を潜って東小金井駅北口に戻るルートに変更されたほか、新小金井駅到着後はならびが丘と東中学校を経由するルートに変更された。

### 中町循環（4号線）
- 新小金井駅[注釈 4] → 東大通り南 → 武蔵野公園入口 → 美術館入口[注釈 5] → 市立図書館 → 太陽病院 → 武蔵小金井駅南口 → 中町四丁目 → 市立図書館 → 八重垣稲荷神社 → 農工大 → 新小金井駅

2005年4月26日運行開始。中町循環は「なかちょうじゅんかん」と読む。新小金井駅と小金井街道の間を、連雀通り・農工大通りを経由し、8の字状に周回する経路。
武蔵小金井駅南口の駅前再開発で新ロータリーが開設されたため、2009年3月19日から武蔵小金井駅南口を経由するようになった。

### 野川・七軒家循環（5号線）

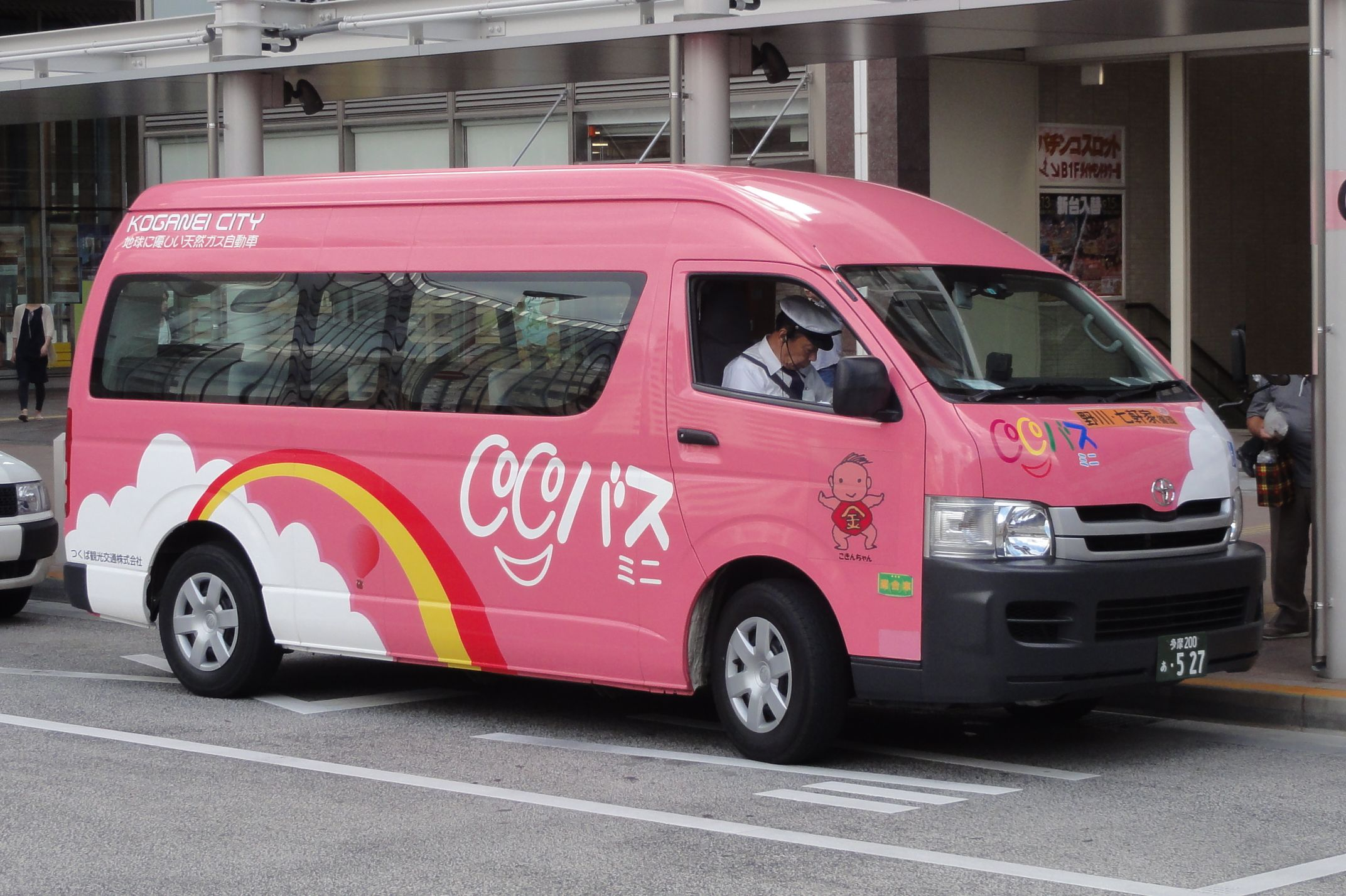
「CoCoバス・ミニ」野川・七軒家循環
（トヨタ・ハイエース）

- 武蔵小金井駅南口 → 金蔵院北 → 西念寺 → 小金井神社南 → 七軒家通り → はけの森美術館 → 西念寺 → 質屋坂下 → 武蔵小金井駅南口

2008年9月7日運行開始。武蔵小金井駅南口から、武蔵野公園方面の「はけの道」などを通り、8の字状に周回する経路。
この路線のみつくば観光交通が受託する。小型バスでも通れないような狭隘路を経由するため、ワゴン車を使用し「CoCoバス・ミニ」として運行するため、立席は設定されていない。乗合タクシーに近い運行形態だが、定時定路線で運行しデマンドタクシーではない。

## 車両
現行車両

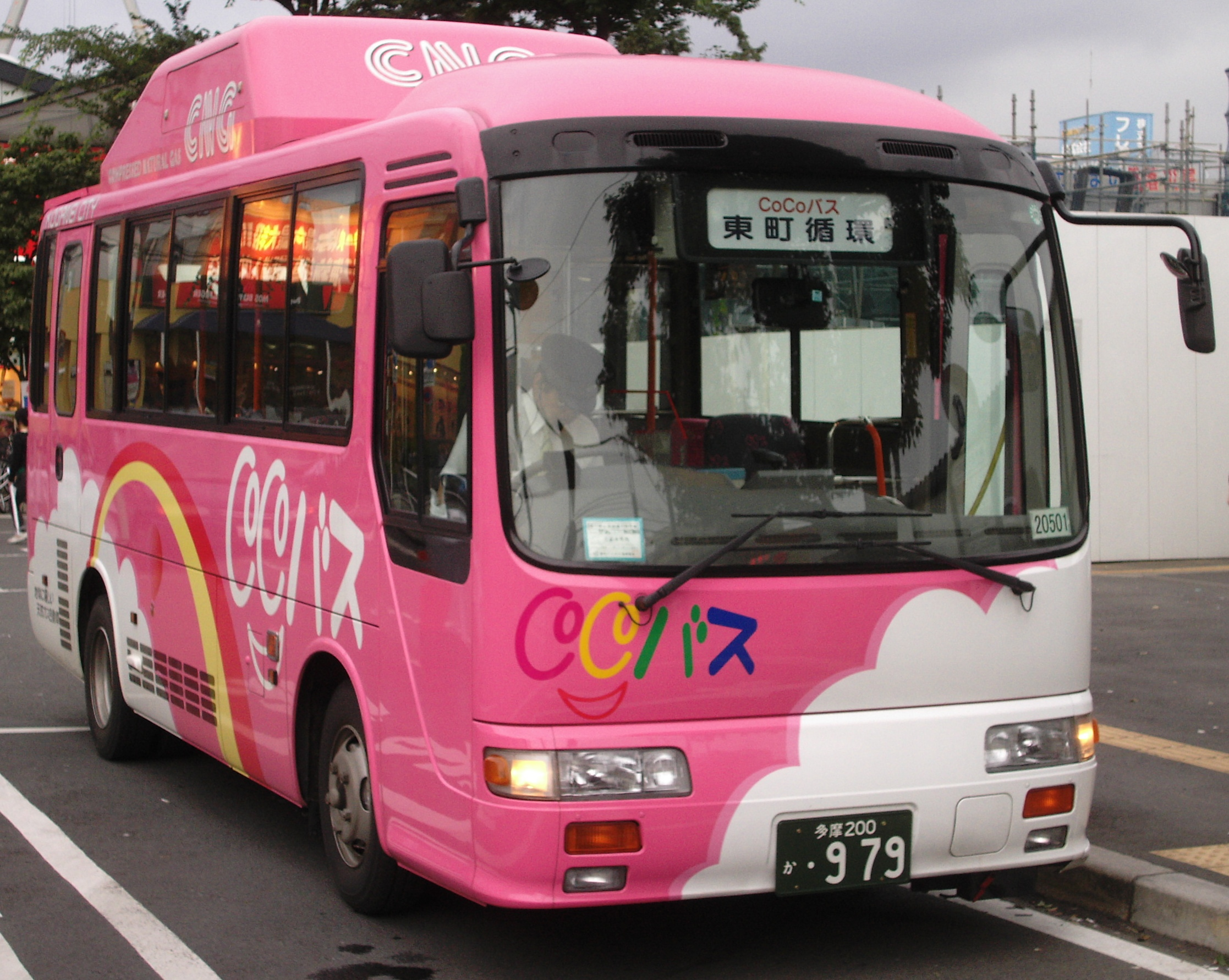
過去の車両（日野・リエッセ）

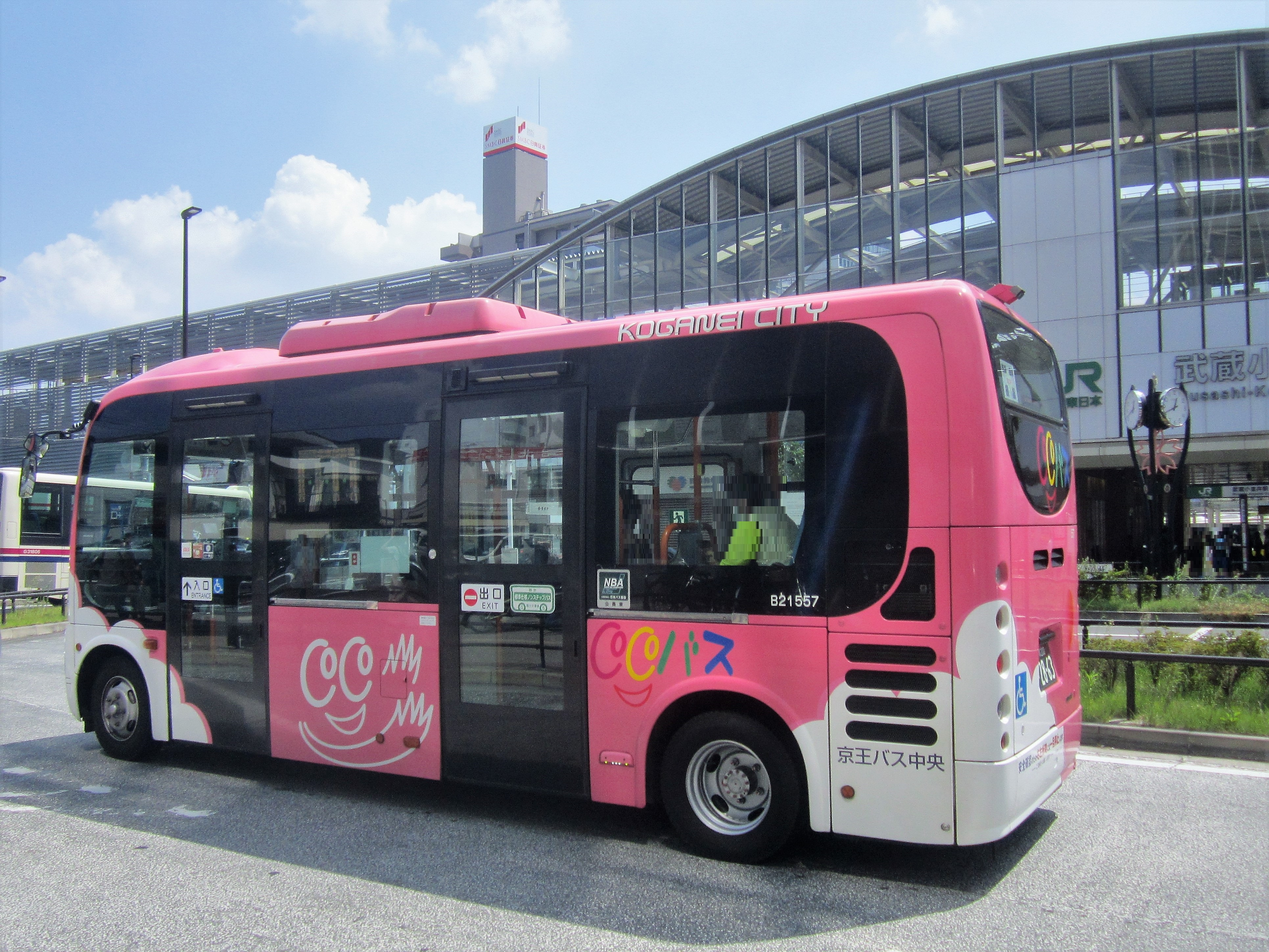
現行車両（日野・ポンチョ）

- CoCoバス - 日野・ポンチョ、36人乗り（座席11、立席24、乗務員1）。ノンステップバス。2ドアロングボディ。ディーゼル車。
- CoCoバス・ミニ - トヨタ・ハイエースコミューター、11人乗り（座席10、乗務員1。立席なし）。補助ステップ・車椅子スペース付き。CNG車。

過去の車両
- CoCoバス - 日野・リエッセ、38人乗り（座席14、立席23、乗務員1）。補助ステップ・車椅子用リフト付き。CNG車。

専用車両は「小金井桜」を象徴する桜色の塗色に、CoCoバスのカラフルなロゴマークを配したデザイのである。スタジオジブリデザインの小金井市　マスコットキャラクター「こきんちゃん」のステッカーも貼られている。「CoCoバス」では専用車両の点検などの際には、京王バスカラーの共通予備車（ちゅうバス・ぶんバスと共用）の小型バスで代走する。
リエッセとハイエースは、環境に配慮してCNG車を導入した。CoCoバスのリエッセは全車が屋根上にガスボンベを積んだタイプのCNG者で導入され、CNG改造はフラットフィールドが担当した。
2013年10月には、2003年のCoCoバス運行開始時から運用されてきたリエッセ3台（KK-RX4JFEA、B20301 - 20303）が、新車のポンチョ（SDG-HX9JLBE、B21321 - 21323）に置き換えられた。
さらに2015年9月には、2005年の路線新設時に追加導入されたリエッセ4台（PB-RX6JFAA、B20501 - 20504）も、新車のポンチョ（SDG-HX9JLBE、B21557 - 21560）に置き換えられ、リエッセでの運行は終了した。